# Streptogonopus nitens
Streptogonopus nitens är en mångfotingart som beskrevs av Carl Graf Attems 1936. Streptogonopus nitens ingår i släktet Streptogonopus och familjen orangeridubbelfotingar. Inga underarter finns listade i Catalogue of Life.